# Раздольное (Черниговская область)
Раздольное (укр. Роздольне) — село в Носовском районе Черниговской области Украины. Население 221 человек. Занимает площадь 0,1 км².
Код КОАТУУ: 7423885003. Почтовый индекс: 17112. Телефонный код: +380 4642.

## Власть
Орган местного самоуправления — Селищенский сельский совет. Почтовый адрес: 17112, Черниговская обл., Носовский р-н, с. Селище, ул. Стратилата, 1.